# Encyclopédie Compton

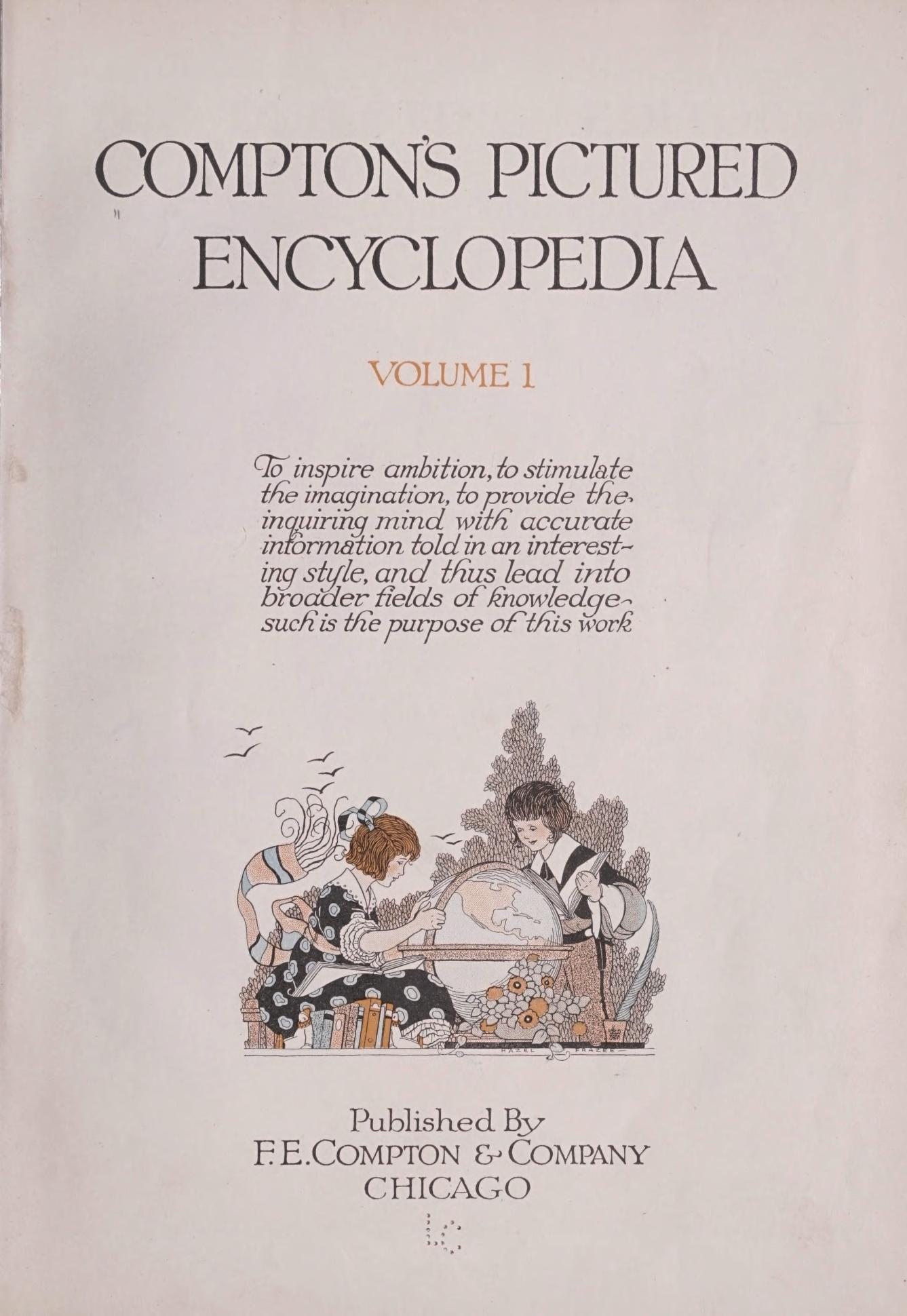
Page de garde de L'Encyclopédie Compton.

L'Encyclopédie Compton est une encyclopédie américaine publiée depuis 1920. Sa version électronique est disponible depuis 1992. Une version Mega-CD est sortie en 1994.

## Versions
- Compton's Multimedia Encyclopedia, CDROM, 1989, le premier CD-ROM "multimedia"
- Compton's Family Encyclopedia, CDROM, 1991
- Compton's Interactive Encyclopedia, CDROM, 1993, 1995 - 2001.